# Ilbars
Ilbars (gest. ca. 1525) gründete 1511/12 das Khanat von Chiwa in Choresm. Seine Geschichte und die seiner Verwandtschaft wurde hauptsächlich von seinem Nachfolger Abu’l Ghazi Bahadur Khan im 17. Jahrhundert überliefert.

## Herkunft
Ilbars war der Sohn eines Schaibaniden-Fürsten namens Bereke- bzw. Burga Sultan. Sein Vater war ein entfernter Verwandter des Usbekenkhans Abu’l-Chair (geb. 1412; gest. 1468), aber deutlich jünger als dieser.
In einem Krieg gegen den Timuridenherrscher Abu Said (um 1455) trat Burga Sultan als Abu’l-Chairs Gefolgsmann auf, obwohl er eigenständig agierte. Später soll Burga Sultan seinen Vater Yadigar (Jadigar) mit Hilfe abtrünniger Nogaier in den Rang eines Khans erhoben haben. Und mit dem Sturz und Tod Abu’l-Chairs (1468) dehnte er seinen Machtbereich auf Kosten von dessen Kindern und Enkeln aus und übernahm Teile von deren Gefolgschaft. Bereke- bzw. Burga Sultan wurde schließlich von dem neuen Usbekenkhan Muhammed Schaibani (gest. 1510), einem Enkel Abu’l-Chairs, in einem gemeinsamen Winterlager am Fluss Sir/Sirr überfallen und nach kurzer Flucht getötet.
Als Muhammad Schaibani um 1500 südwärts nach Transoxanien abzog, blieben Ilbars und sein Bruder Balbars (Billbars) im alten Land ihres Vaters zurück, hatten aber (laut Abu’l Ghazi) „nichts zu sagen“.
Erst mit dem Tod von Muhammad Schaibani im Krieg gegen den persischen Schah Ismail (1510) bot sich ihre Gelegenheit. Und zwar hatte der Schah nach seinem Sieg sämtliche Städte Transoxaniens und Choresms besetzen lassen, aber die persischen Truppen machten sich bei der Bevölkerung mancherorts unbeliebt, was teilweise auf religiöse Differenzen zurückzuführen war. (Schah Ismail und viele seiner Befehlshaber und Soldaten waren strenggläubige, um nicht zu sagen fanatische Schiiten und die Einwohner waren Sunniten.)
So schickte die Obrigkeit der choresmischen Stadt Vezir bzw. Ua-sir eine Delegation zu Ilbars und bot ihm die Herrschaft über ihre Stadt an. Als er heimlich ankam, massakrierten sie die Perser und öffneten ihm die Tore.

## Regierung
Nach der Übernahme der Städte Vezir (Ua-sir), Yanghi Shehr (Jangischar) und Tersek (Tarsack) zog Ilbars gegen „Sultan Kuli oder Subhanculi, den Araber“, den zweiten der drei persischen Kommandanten in Choresm, welcher in Urgenj (Urgens), der damals bedeutendsten Stadt Choresmiens saß. Obwohl es Sultan Kuli gelang, die Einwohner der Stadt hinter sich zu bringen, wurde er in offener Feldschlacht geschlagen und beim Rückzug in die Stadt getötet. Der dritte persische Kommandant, der in Khiva (Kajuck) und Hazarasp (Hasarassap) lag, leistete so erfolgreich Widerstand, dass die Usbeken lediglich das Vieh wegtreiben konnten.
Angesichts seiner geringen Machtmittel berief Ilbars nun eine Versammlung ein, wo über das Aufgebot von Verstärkungen beraten werden sollte. Diese sollten aus den Gefolgsleuten von sieben seiner Cousins bestehen, d. h. den sechs Söhnen von Aminek (Amunak) und einem Sohn von Abulek (Abulack). Seine Begs stimmten zu und meinten, dass das schon längst hätte geschehen sollen. Nur ein Uigure riet mit dem Hinweis auf den entstehenden Streit unter der Verwandtschaft ab, wurde aber als Anstifter von Unfrieden bezeichnet und überstimmt.
Ilbars räumte also Urgenj, überließ es seiner Verwandtschaft und zog sich nach Vezir zurück. Seine Cousins bedrängten die Perser in Khiva und Hazarasp und zwangen sie schließlich mit ihren ständigen Überfällen und ihrer Blockadepolitik zum endgültigen Abzug. Da die Nachfolger von Muhammad Schaibani, allen voran Ubaidullah und Jani Beg, die Perser zur gleichen Zeit aus Transoxanien warfen (1512 Schlacht von Gijuvan (Gadschdiwan) bei Buchara, Tod des pers. Heerführers Nejim Sani), waren sie ohnehin isoliert und auf verlorenen Posten. Anschließend bedrängten die sieben Cousins alljährlich die im Süden benachbarten Turkmenenstämme, so dass sich einige davon unterwarfen und unternahmen (anscheinend nach Schah Ismails Tod) Raubzüge bis ins persische Chorassan.

## Tod und Nachfolge
Der Zeitpunkt des Todes der Brüder Ilbars und Balbars wird bei Abu’l Ghazi nicht weiter spezifiziert. Er wird nur in der Erzählung nach dem Tod Schah Ismails (1524) eingeordnet und es wird allgemein vermerkt, dass sie noch einige Jahre lebten.
Ilbars hinterließ sieben Söhne (wovon mindestens zwei den Ghazi-Titel trugen) und sein Bruder fünf. Als Familienoberhaupt folgte ihm Balbars Sohn Sultan Haji, da er der Älteste der versammelten Cousins war und nach seinem baldigen Tod dann Hassan Kuli (Hasanculi), der Sohn von Abulek. Auch diese Wahl erfolgte aufgrund der Seniorität. Da die Söhne von Ilbars, Balbars und Aminek dem Khan die reichen Einkünfte der Stadt Urgenj neideten, wurde er bald getötet und an seiner Stelle Amineks Sohn Sufyan (Saphian) als Khan eingesetzt, der eine Umverteilung der Einkünfte vornahm und seine Herrschaft stabilisierte.